# Aprosphylus
Aprosphylus är ett släkte av insekter. Aprosphylus ingår i familjen vårtbitare.
Kladogram enligt Catalogue of Life:
| Aprosphylus | \| \| Aprosphylus hybridus \| \| \| \| \| \| Aprosphylus olszanowskii \| \| \| \| \| \| Aprosphylus sopatarum \| \| \| \| |
|             | \| \| Aprosphylus hybridus \| \| \| \| \| \| Aprosphylus olszanowskii \| \| \| \| \| \| Aprosphylus sopatarum \| \| \| \| |
|             | Aprosphylus hybridus |
|             | |
|             | Aprosphylus olszanowskii                                                                                                  |
|             | |
|             | Aprosphylus sopatarum |
|             | |